# Gradišča
Gradišča so naselje v Občini Cirkulane.

## Opis
Gradišča so razloženo naselje v povirju Gradiškega potoka. Na prisojnih pobočjih je precej vinogradov, na dolinskem dnu pa travniki in pašniki.